# تشوه عنق البجعة
يحدث تشوه عنق البجعة للأصابع، حيث يتم ثني المفصل الأقرب إلى طرف الإصبع بشكل دائم تجاه راحة اليد بينما ينحني أقرب مفصل من راحة اليد بعيدًا عنه (انثناء المفاصل السلامية مع فرط تمدد المفصل الداني). يحدث لأسباب متعدده منها التعرض لإصابه أو فرط الحركة أو حالات التهابية مثل التهاب المفاصل الروماتويدي أو في بعض الأحيان عائلي (خلقي، مثل متلازمة إهلرز دانلوس).

## المسببات المرضية
تشوه عنق البجعة له العديد من الأسباب المحتملة الناشئة عن الإصابة في المفاصل السلامية، المفصل الداني أو حتى المفصل البلعومي. في جميع الحالات، هناك شد للوحة الراسية عند المفصل للسماح بفرط التمدد، بالإضافة إلى بعض الأضرار التي لحقت بربط وتر الباسطة بقاعدة الكتائب البعيدة التي تنتج إصبع متشوه بفرط الإنثناء. تشوه منقار البط هو حالة مشابهة تؤثر على الإبهام (والتي لا يمكن أن يكون لها تشوه حقيقي في عنق البجعة لأنها لا تحتوي على مفاصل كافية).

## التشخيص
يعتبر تشخيص تشوه عنق البجعة سريريًا بشكل أساسي. قد يشير التصوير بالرنين المغناطيسي لليد واختبارات الفحص الجيني مثل مرض شاركو ماري توث (CMT).

## طرق العلاج
التجبير للأصابع، الشد السلبي وإزالة التشوه.